# Lineus pallidus
Lineus pallidus är en djurart som tillhör fylumet slemmaskar, och som beskrevs av Addison Emery Verrill 1879. Lineus pallidus ingår i släktet Lineus och familjen Lineidae. Inga underarter finns listade i Catalogue of Life.